# Nathan Paulin
Pour les articles homonymes, voir Paulin.
 (juillet 2024).
La mise en forme du texte ne suit pas les recommandations de Wikipédia : il faut le « wikifier ».
Les points d'amélioration suivants sont les cas les plus fréquents. Le détail des points à revoir est peut-être précisé sur la page de discussion.
- Les titres sont pré-formatés par le logiciel. Ils ne sont ni en capitales, ni en gras.
- Le texte ne doit pas être écrit en capitales (les noms de famille non plus), ni en gras, ni en italique, ni en « petit »…
- Le gras n'est utilisé que pour surligner le titre de l'article dans l'introduction, une seule fois.
- L'italique est rarement utilisé : mots en langue étrangère, titres d'œuvres, noms de bateaux, etc.
- Les citations ne sont pas en italique mais en corps de texte normal. Elles sont entourées par des guillemets français : « et ».
- Les listes à puces sont à éviter, des paragraphes rédigés étant largement préférés. Les tableaux sont à réserver à la présentation de données structurées (résultats, etc.).
- Les appels de note de bas de page (petits chiffres en exposant, introduits par l'outil «  Source ») sont à placer entre la fin de phrase et le point final[comme ça].
- Les liens internes (vers d'autres articles de Wikipédia) sont à choisir avec parcimonie. Créez des liens vers des articles approfondissant le sujet. Les termes génériques sans rapport avec le sujet sont à éviter, ainsi que les répétitions de liens vers un même terme.
- Les liens externes sont à placer uniquement dans une section « Liens externes », à la fin de l'article. Ces liens sont à choisir avec parcimonie suivant les règles définies. Si un lien sert de source à l'article, son insertion dans le texte est à faire par les notes de bas de page.
- La présentation des références doit suivre les conventions bibliographiques. Il est recommandé d'utiliser les modèles {{Ouvrage}}, {{Chapitre}}, {{Article}}, {{Lien web}} et/ou {{Bibliographie}}. Le mode d'édition visuel peut mettre en forme automatiquement les références.
- Insérer une infobox (cadre d'informations à droite) n'est pas obligatoire pour parachever la mise en page.

Pour une aide détaillée, merci de consulter Aide:Wikification.
Si vous pensez que ces points ont été résolus, vous pouvez retirer ce bandeau et améliorer la mise en forme d'un autre article.
Nathan Paulin est un funambule français né en 1994. Il pratique la slackline, et détient plusieurs records dans cette discipline.

## Biographie
Nathan Paulin habite Le Reposoir, un village de montagne en Haute-Savoie (France). Il débute la slackline en 2011 et trouve une véritable paix intérieure dans cette activité mêlant concentration intense et maîtrise du corps. Ce bien-être lors de la pratique le passionne très vite, sa progression est rapide. Il compte parmi les meilleurs athlètes de la discipline dès 2013.
Il détient à ce jour une dizaine de records mondiaux, sa plus grande traversée étant une highline longue de 2 240 m sur le Mont Saint-Michel en mai 2022. Pour divers événements et spectacles, il s'illustre sur de prestigieux monuments, à l’image de la tour Eiffel, la Défense, le palais de Chaillot, le pont du Gard ou encore la cathédrale Notre-Dame de Rouen.
Nathan Paulin travaille depuis 2020 sur des spectacles avec le chorégraphe Rachid Ouramdane directeur du Théâtre national de Chaillot.
Il vit de sa passion grâce aux évènements, aux spectacles, avec des sponsors ainsi qu’en intervenant dans différentes manifestations (démonstrations, conférences).
Nathan Paulin pratique également différents sports de montagne tels que le parapente, l’alpinisme, le ski, le vélo ou le trail. Ces pratiques quotidiennes sur son lieu de vie lui apportent un équilibre primordial : une préparation mentale et physique servant pleinement son métier de funambule.
Début 2018, après sa traversée sur la tour Eiffel pour le Téléthon, il devient parrain de l'association ECLAS (Ensemble contre l'amyotrophie spinale de type 1). Il est également investi auprès de l'association Maewan qui s'appuie sur des expéditions sportives pour mettre en place des actions d'éducation et de sensibilisation au développement durable.

## Décorations
Chevalier de l'ordre des Arts et des Lettres (2025)

## Records
Nathan Paulin détient plusieurs records mondiaux. En novembre 2014, il bat le record de longueur au sol sur une ligne de 601 mètres. En juin 2015, il établit deux records mondiaux dans le vide avec des longueurs de 403 m au Cassé de la Rivière de l'Est, sur l'île de La Réunion, puis 470 m. Le 19 avril 2016, il traverse avec le tchèque Danny Mensik une highline de 1 020 m, de long à 600 m de haut. Ce nouveau record marque une grande avancée pour la discipline. 
Le 9 juin 2017, il bat un nouveau record du monde, en compagnie de Pablo Signoret et Lucas Milliard, en traversant le cirque de Navacelles sur une longueur de 1 662 m et une hauteur de 340 m.
Dans le cadre du Téléthon, le 9 décembre 2017, il parcourt les 670 m qui séparent la tour Eiffel du Trocadéro, à une hauteur comprise entre 60 et 70 m. Il établit ainsi le record de la plus longue traversée en milieu urbain. En septembre 2021, il effectue à nouveau cette traversée à l'occasion des journées européennes du patrimoine. 
Le 7 septembre 2019, il traverse une highline à Moscou, entre deux gratte-ciel à 350 m de haut : il s'agit de la plus haute traversée en milieu urbain.
Le 24 mai 2022, il bat au Mont Saint-Michel le record du monde de distance sur une slackline de 2 240 mètres de long reliant une grue à l'abbaye.
Le 1er juillet 2022, il relie la flèche de la cathédrale Notre-Dame de Rouen à la tour des Archives, soit 600 mètres sur une ligne à plus de 90 mètres de hauteur.
Liste des records mondiaux de distance pures, toutes catégories de sangle et d'environnement confondues :
- 24/05/2022 - Record du Monde Highline : 2240m (Mont Saint-Michel)[10]
- 09/06/2017 - Record du Monde Highline : 1662m (Cirque de Navacelles)[11]
- 19/04/2016 - Record du Monde Highline : 1020m (Aiglun)[12]
- 28/06/2015 - Record du Monde Highline : 470m (La Jonte, Millau)
- 09/06/2015 - Record du Monde Highline : 403m (La Réunion)[13]
- 14/11/2014 - Record du Monde Slackline : 601m (Toussieux, Lyon)[14]